# Открытый чемпионат Китая по теннису 2008
Открытый чемпионат Китая 2008 (англ. 2008 China Open) — ежегодный профессиональный теннисный турнир в серии ATP 500 для мужчин и 2-й категории WTA для женщин. Проводится на открытых хардовых кортах в Пекине, Китай. В 2008 году соревнования прошли с 22 по 28 сентября.
Прошлогодние победители:
- мужской одиночный разряд —  Фернандо Гонсалес
- женский одиночный разряд —  Агнеш Савай
- мужской парный разряд —  Рик де Вуст /  Эшли Фишер
- женский парный разряд —  Чжуан Цзяжун /  Се Шувэй

## Соревнования

### Мужской одиночный разряд
Энди Роддик обыграл  Дуди Селу со счётом 6-4, 6-7(6), 6-3

### Женский одиночный разряд
Елена Янкович обыграла  Светлану Кузнецову со счётом 6-3, 6-2

### Мужской парный разряд
Стивен Хасс /  Росс Хатчинс обыграли  Эшли Фишера /  Бобби Рейнольдса со счётом 7-5 , 6-4

### Женский парный разряд
Анабель Медина Гарригес /  Каролина Возняцки обыграли  Хань Синьюнь /  Сюй Ифань со счётом 6-1, 6-3